# Peter Whittingham
Peter Michael Whittingham, född 8 september 1984 i Nuneaton i Warwickshire, död 19 mars 2020 i Cardiff, var en engelsk fotbollsspelare som spelade större delen av sin karriär i det walesiska laget Cardiff City.